# Coleophora psammion
Coleophora psammion é uma espécie de mariposa do gênero Coleophora pertencente à família Coleophoridae.